# 胡睿兒
胡睿兒（1990年11月4日—），臺灣原住民男歌手，是男子雙人團體UNDER LOVER的成員。2016年9月，與林采緹一同吸食大麻被抓，後被判緩起訴處分；2018年6月17日在夜店撿屍性侵，隨後被起訴，法院一、二審均依乘機性交罪判處2年徒刑，2020年最高法院駁回胡睿兒的上訴後定讞後入監服刑；也因在緩起訴期間再犯性侵案，因此被檢方依毒品罪向法院聲請簡易判決。

## 生平
2018年5月15日，胡睿兒與林采緹在雙方父母的陪同下，完成登記結婚。